# Charles D. Robinson
Pour les articles homonymes, voir Charles Robinson et Robinson.
Charles Robinson, né à Marcellus dans le comté d'Onondaga (État de New York) le 22 octobre 1822 et mort le 25 septembre 1886, occupe deux fois le poste de maire de Green Bay.

## Biographie
Le père de Charles D. Robinson est mort alors qu'il était un enfant, et sa mère, veuve avec trois enfants, mena une vie de pionniers. Il resta à l'école jusqu'à l'âge de 12 ans, mais n'arrêta jamais d'apprendre.
Il arrive à Green Bay le 4 juillet 1846, et le 13 du même mois il publie la première édition de l’Advocate.
Charles se marie à Sarah A. Wilcox le 30 décembre 1846 à Green Bay. Ils ont deux enfants, Randale et Virginia. Sarah meurt en 1852, deux ans après la naissance de Virginia. Charles se remarie en 1854 à Abbie C. Ballou.
En 1852, il est élu au poste de Secrétaire d'État du Wisconsin, dont il occupera les fonctions durant deux ans. Après avoir quitté Madison, il forme un partenariat avec le sénateur Timothy O. Howe et le capitaine Charles E. Tyler pour continuer ses affaires de charpente. Mais la scierie prend feu. Par la suite elle est reconstruite et l'affaire reste prospère jusqu'en 1859 où il doit fermer.
Il reste dans les affaires liées aux journaux tandis qu'il dirige une affaire de charpente. En parallèle il écrit le soir chez lui. Il continue jusqu'en été 1861 quand il s'enrôle dans l'armée. Peu après la bataille de Bull Run, il est appelé pour faire partie du staff du Général King et y reste jusqu'à un campement à Fredricksburg, en Virginie. Là il tombe malade et est envoyé à New York pour être soigné et reste confiné dans son lit pendant plusieurs semaines. Sa maladie l'aurait tellement changé physiquement que sa mère ne l'aurait pas reconnu lors de son retour à Green Bay.
C'est au printemps 1866 qu'il est élu maire de Green Bay. En 1869, les démocrates le choisirent comme candidat au poste de gouverneur mais il fut battu par le général Lucius Fairchild. En 1872, il fut réélu maire.
Durant l'été 1876, une maladie le laissa presque mourant et il retourna à New York pour être soigné. En 1881, une nouvelle maladie grave le laisse invalide pour le reste de sa vie.
Il meurt le 25 septembre 1886.